# Koji Hashimoto
Koji Hashimoto (橋本 晃司 Hashimoto Koji?), född 22 april 1986 i Ishikawa prefektur, är en japansk fotbollsspelare.
Hashimoto började sin karriär 2006 i Nagoya Grampus Eight (Nagoya Grampus). Efter Nagoya Grampus spelade han för Mito HollyHock, Omiya Ardija och Kawasaki Frontale.